# Guitry (Eure)
Pour les articles homonymes, voir Guitry.
Guitry est une ancienne commune française, située dans le département de l'Eure en région Normandie, devenue le 1er janvier 2016 une commune déléguée au sein de la commune nouvelle de Vexin-sur-Epte. Ses habitants sont appelés les Guitriciens et les  Guitriciennes.

## Géographie

### Localisation
Guitry s'étend sur 8,1 km². Entouré par les communes de Mouflaines, Guiseniers et  Richeville, Guitry est situé à 5 km au sud-ouest de Villers-en-Vexin la plus grande ville aux alentours. La commune est proche du parc naturel régional du Vexin français.
Les communes limitrophes sont  Cantiers, Fontenay-en-Vexin, Forêt-la-Folie et Mouflaines.

## Toponymie
Le nom de la localité est attesté sous les formes Quitreium en 1090 (D. Mabillon), Chitry en 1119 (cartulaire de Saint-Père de Chartres), Chitreium en 1137 (Orderic Vital), Chitrium et Chitreium en 1152 (Robertus de Monte), Kitrisium et Kytriacum au XIIIe siècle, Kytri en 1225, Kitre en 1239 (L. P.), villa Kytreia au XIVe siècle, Quietry ou Guietry en 1406 (aveu, archives nationales), Quittery en 1476 (inscript. campanaire), Quitry au XVIIe siècle, Quittry en 1647 (procès-verbal de la translation des reliques de sainte Clotilde), Quitri en Vexin en 1855 (L. P., notes de l’édition d’O. V.), Quitri en 1828 (p. d’Eudes Rigaud).

## Histoire
Fief de la famille de Chaumont-Quitry.

## Politique et administration
| Période                                  | Période    | Identité                | Étiquette | Qualité        |
| ---------------------------------------- | ---------- | ----------------------- | --------- | -------------- |
| Les données manquantes sont à compléter. |            |                         |           |                |
| ca 1870                                  |            | Henri Besnard de Guitry |           |                |
| Les données manquantes sont à compléter. |            |                         |           |                |
| mars 2001                                | 2014       | Dominique Bonnet        |           |                |
| mars 2014                                | 31/12/2015 | Thierry Leroy           | DVD       | Agriculteur    |
| 2020                                     | 2026       | Catherine Miklarz       |           | Maire déléguée |

## Démographie
L'évolution du nombre d'habitants est connue à travers les recensements de la population effectués dans la commune depuis 1793. À partir du 1er janvier 2009, les populations légales des communes sont publiées annuellement dans le cadre d'un recensement qui repose désormais sur une collecte d'information annuelle, concernant successivement tous les territoires communaux au cours d'une période de cinq ans. 
Pour les communes de moins de 10 000 habitants, une enquête de recensement portant sur toute la population est réalisée tous les cinq ans, les populations légales des années intermédiaires étant quant à elles estimées par interpolation ou extrapolation. Pour la commune, le premier recensement exhaustif entrant dans le cadre du nouveau dispositif a été réalisé en 2008,.
En 2013, la commune comptait 252 habitants, en évolution de −3,08 % par rapport à 2008 (Eure : +2,66 %, France hors Mayotte : +2,49 %).
| 1793 | 1800 | 1806 | 1821 | 1831 | 1836 | 1841 | 1846 | 1851 |
| ---- | ---- | ---- | ---- | ---- | ---- | ---- | ---- | ---- |
| 310  | 287  | 241  | 320  | 342  | 372  | 352  | 338  | 355  |

| 1856 | 1861 | 1866 | 1872 | 1876 | 1881 | 1886 | 1891 | 1896 |
| ---- | ---- | ---- | ---- | ---- | ---- | ---- | ---- | ---- |
| 353  | 355  | 300  | 314  | 330  | 289  | 294  | 276  | 237  |

| 1901 | 1906 | 1911 | 1921 | 1926 | 1931 | 1936 | 1946 | 1954 |
| ---- | ---- | ---- | ---- | ---- | ---- | ---- | ---- | ---- |
| 231  | 217  | 210  | 166  | 153  | 165  | 146  | 140  | 160  |

| 1962 | 1968 | 1975 | 1982 | 1990 | 1999 | 2008 | 2013 | - |
| ---- | ---- | ---- | ---- | ---- | ---- | ---- | ---- | - |
| 168  | 161  | 155  | 190  | 214  | 240  | 260  | 252  | - |

## Lieux et monuments
- Château fort (détruit sous les règnes successifs d'Étienne puis d'Henri II)[9] ayant laissé place à un château de style classique. Les parages de la Place Verte[10] constituent les probables vestiges du château, d'où s'échappe une ruelle dite du Châtelet.
- Prieuré de bénédictins[11], dont quelques dépendances se retrouvent dans les murs de la ferme bordant la rue Bouchère
- Église paroissiale Saint-Pierre-Saint-Paul[12]
- Monument commémoratif du massacre du 7 novembre 1870, dans l'axe de la mairie et du monument aux morts 1914-1918.

## Personnalités liées à la commune
- Les victimes des atrocités prussiennes en 1870[13].

La famille du dramaturge et comédien Sacha Guitry est issue de ce village depuis le XIIIe siècle (source : Le Comédien, film de Sacha Guitry, 1947)